# Tipula (Eumicrotipula) zeugmata
Tipula (Eumicrotipula) zeugmata is een tweevleugelige uit de familie langpootmuggen (Tipulidae). De soort komt voor in het Neotropisch gebied.